# Michał Hieronim Krasiński

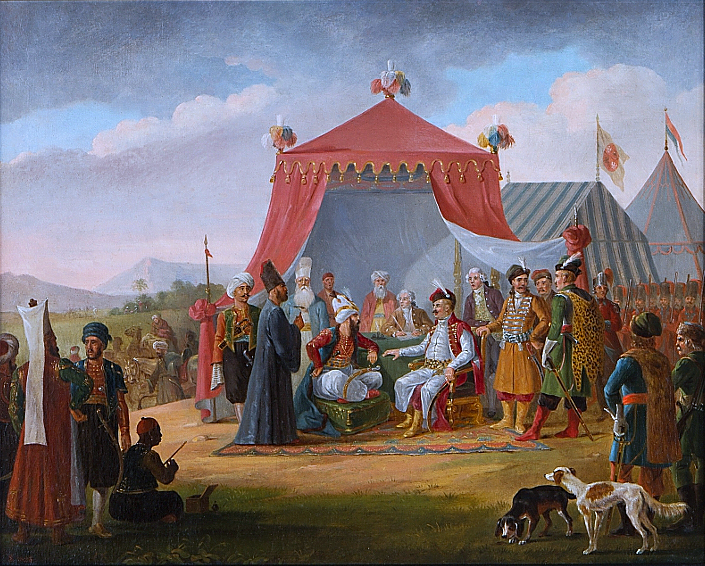
Marszałek konfederacji barskiej Michał Hieronim Krasiński przyjmuje dostojnika tureckiego, obraz Januarego Suchodolskiego

Michał Hieronim Krasiński herbu Ślepowron (ur. 1712, zm. 25 maja 1784) – cześnik stężycki w latach 1752–1757, podkomorzy różański od 1758, starosta opinogórski, poseł na sejmy, marszałek generalny konfederacji barskiej w Koronie, rotmistrz pancerny wojska koronnego w 1768 roku, marszałek ziemi ciechanowskiej w konfederacji radomskiej 1767 roku.
Urodził się jako syn Jana Józefa, kasztelana wiskiego i Teresy Elżbiety Sołtyk, córki cześnika bracławskiego. Brat Adama Stanisława, dziad Wincentego, pradziad Zygmunta.
Został kapitanem wojsk królewskich Augusta III. Był posłem na sejmy w latach 1748 i 1750 z województwa sandomierskiego a w latach 1756, 1758 i 1760 był posłem z ziemi różańskiej. W 1761 uzyskał list przypowiedni na werbunek chorągwi pancernej. W 1763 brał udział w zjeździe partii hetmańskiej w Białymstoku, gdzie radzono nad przeciwstawieniem się zamachowi stanu przygotowywanemu przez Familię Czartoryskich. W 1764 roku podpisał elekcję Stanisława Augusta Poniatowskiego z ziemią różańską, lecz był przeciwnikiem nowego monarchy i w 1767 roku przystąpił do konfederacji radomskiej, zostając nawet członkiem jej sądu.
Na przełomie 1767/1768 wraz z Józefem Pułaskim rozpoczął przygotowania do powstania. 29 lutego ogłosił akt konfederacji generalnej w Barze i w zastępstwie nieobecnego Karola Stanisława Radziwiłła Panie Kochanku został jej marszałkiem. Mianował konsyliarzy, wraz z którymi stworzył Radę Generalną. 5 marca Krasiński wydał uniwersał do narodu, w którym wzywał do akcesu wszystkich byłych członków konfederacji radomskiej. 
Zabiegał o pomoc Turcji, za której pomocą chciał wygnać Rosjan z I Rzeczypospolitej.
23 czerwca 1768 oddziały Krasińskiego zmuszone były przejść na terytorium tureckie pod Chocimiem. 11 września powierzył Joachimowi Potockiemu stanowisko regimentarza konfederacji.
12 października wydał manifest protestujący przeciwko rosyjskiemu bezprawiu w Polsce. Na początku sierpnia 1769 na czele 900 konfederatów wziął udział w odsieczy, oblężonego przez Rosjan Chocimia. Od 22 grudnia 1769 do 25 listopada 1770 przebywał wraz ze swoim 2-tysięcznym oddziałem w Warnie, gdzie też 9 kwietnia podpisał uniwersał detronizacyjny Stanisława Augusta. 
Po upadku konfederacji wyjechał przez Bawarię do Szwajcarii, wydając po drodze manifest nieuznający postanowień Sejmu Rozbiorowego 1773. W 1777 wrócił do kraju. Został pochowany w Krasnem.
Miał 2 synów: 
- Jana Aleksandra (1756–1790), który był ojcem Wincentego, starostą opinogórskim, rotmistrzem kawalerii narodowej;
- Adama (zm. 1805), który był starostą ciechanowskim od 1762.